# Чемпионат Восточной Азии по баскетболу
Чемпионат Восточной Азии по баскетболу — международный турнир по баскетболу, проводимый с 2009 г. раз в два года под эгидой ФИБА Азия. В нём принимают участие шесть сборных. Является квалификационным турниром для азиатских команд на Чемпионат Азии, выходят первые три команды.

## Результаты
| 2009 Подробнее | Комаки  | Южная Корея      | 68–58 | Япония      | Китай  | 107-90 | Китайский Тайбэй |
| 2011 Подробнее | Нанькин | Южная Корея      | 89-73 | Япония      | Китай  | 87-53  | Китайский Тайбэй |
| 2013 Подробнее | Инчхон  | Южная Корея      | 79-68 | Китай       | Япония | 87-71  | Гонконг          |
| 2017 Подробнее | Нагано  | Китайский Тайбэй | 77-64 | Южная Корея | Япония | 76-58  | Китай            |